# Philander Stephens
Philander Stephens (* 1788 bei Montrose, Susquehanna County, Pennsylvania; † 8. Juli 1842 vermutlich in Springville, Pennsylvania) war ein US-amerikanischer Politiker. Zwischen 1829 und 1833 vertrat er den Bundesstaat Pennsylvania im US-Repräsentantenhaus.

## Werdegang
Philander Stephens erhielt eine nur eingeschränkte Schulausbildung und arbeitete danach in der Landwirtschaft und im Handel. 1815 wurde er Leichenbeschauer und im Jahr 1818 saß er im Bezirksrat seiner Heimat. Drei Jahre später, 1821, wurde er dort Sheriff. In den 1820er Jahren schloss sich Stephens der Bewegung um den späteren US-Präsidenten Andrew Jackson an und wurde Mitglied der von diesem 1828 gegründeten Demokratischen Partei. Zwischen 1824 und 1825 war er Abgeordneter im Repräsentantenhaus von Pennsylvania.
Bei den Kongresswahlen des Jahres 1828 wurde Stephens im neunten Wahlbezirk von Pennsylvania in das US-Repräsentantenhaus in Washington, D.C. gewählt, wo er am 4. März 1829 die Nachfolge von Samuel McKean antrat. Nach einer Wiederwahl konnte er bis zum 3. März 1833 zwei Legislaturperioden im Kongress absolvieren. Seit 1831 war er Vorsitzender des Ausschusses zur Kontrolle des Finanzministeriums. Seit dem Amtsantritt von Präsident Jackson im Jahr 1829 wurde innerhalb und außerhalb des Kongresses heftig über dessen Politik diskutiert. Dabei ging es um die umstrittene Durchsetzung des Indian Removal Act, den Konflikt mit dem Staat South Carolina, der in der Nullifikationskrise gipfelte, und die Bankenpolitik des Präsidenten.
1832 verzichtete Philander Stephens auf eine weitere Kongresskandidatur. In den folgenden Jahren betätigte er sich wieder in der Landwirtschaft und im Handel. Er starb am 8. Juli 1842, vermutlich in Springville.